# Pack-In-Video
Pack-In-Video (яп. パック・イン・ビデオ, так же Pack-In-Soft) — японская компания, издатель и разработчик видеоигр. Широко известна благодаря играм для NES и Super NES. Большинство игр Pack-In-Video выходили только для японского рынка.

## История
Pack-In-Video было основано в 1970 году.
В 1996 году компания была объединена с подразделением Victor Entertainment и стала называться Victor Interactive Software (теперь часть Marvelous Entertainment).

## Изданные игры

### Game Boy
- Luna Lander
- Minesweeper
- Trump Boy

### PlayStation
- Downhill Snow

### Sega Saturn
- Wangan Dead Heat
- Wangan Dead Heat + Real Arrange

### Super NES
- AIII S.V.: Super A-Train 3
- Atlas: Renaissance Voyager
- Monstania
- Umi no Nushi Tsuri
- Magical Pop'n
- Tony Meola's Sidekick Soccer

### PC Engine
- Armed Formation F
- Aurora Quest: Otaku no Seiza in Another World
- Deep Blue
- Metal Angel
- Metal Angel II
- Obocchamakun

### Virtual Boy
- Virtual Fishing

### MSX&MSX2
- Rambo
- Super Rambo Special
- Space Camp
- Young Sherlock
- Labirynth
- Family Billiards
- Gunjin-Shogi
- Champion Yosuke-Ide's Mah-Jong
- The GOLF
- Predator
- Silviana

## Разработанные игры

### 3DO
- Scramble Cobra

### PC-FX
- Boundary Gate: Daughter of Kingdom

### PlayStation
- Umi no Nushi Tsuri: Takarajima he Mukatte

### Super NES
- Umi no Nushi Tsuri
- Harvest Moon

### NES
- Die Hard
- Friday the 13th
- Predator
- Rambo[англ.]